# フィンシリウス
フィンシリウス（Finnsirius）は、フィンランドのフィンラインが運航しているフェリー。

## 概要
2020年にフィンラインはスーパースター・クラス2隻を発注、その1番船として中国の招商局金陵船舶（威海）で建造され、2023年7月18日に引き渡された。
9月15日からナーンタリ～ラングナス（オーランド島）～カペルシャー航路に就航。
本船はフィンラインの最大船で、従来船より貨物車両積載数が約24％、船客定員がほぼ倍に増加、かつ初のハイブリッド・フェリーで、高性能バッテリー、陸上給電設備を装備して港内ゼロ・エミッション化を図っている。
また、空気潤滑システム、廃熱リカバリー装置等も備えている。
その後、同年12月に同型2番船が建造された。

## 同型船
- 2番船　「フィンカノープス（Finncanopus）」

2023年12月竣工。